# Kościół w Neutornowie
Kościół w Neutornowie (niem. Dorfkirche Neutornow) – protestancki kościół zlokalizowany w Neutornowie, północno-wschodniej części niemieckiego miasta Bad Freienwalde położonego w Brandenburgii, w powiecie Märkisch-Oderland.

## Historia i architektura
Obiekt stojący w centrum wsi, na terasie odrzańskiej, nad główną drogą wiejską, wzniesiono w 1770, jako kościół dla kolonistów zagospodarowujących królewskie ziemie w dolinie Odry (tzw. Oderbruch). Projektantem był Isaak Jacob von Petri. Rozbudowa wieży nastąpiła w 1877. Świątynia została uszkodzona przez pożar w 1929 i została odbudowana do 1930 według planów Emila Rüstera, profesora Uniwersytetu Technicznego w Berlinie.
Kościół jest ceglany, otynkowany, wzniesiony na planie kwadratu i przykryty dachem namiotowym.
Na terenie po południowej stronie kościoła znajduje się grób aptekarza, Louisa Henriego Fontanego, ojca pisarza i poety, Theodora Fontanego. Rozciąga się stąd rozległy widok na dolinę Odry. Oprócz nabożeństw w kościele odbywa się rokrocznie cykl imprez "Zur schönen Kirche" (koncerty chóralne, odczyty i przedstawienia teatralne).

## Galeria

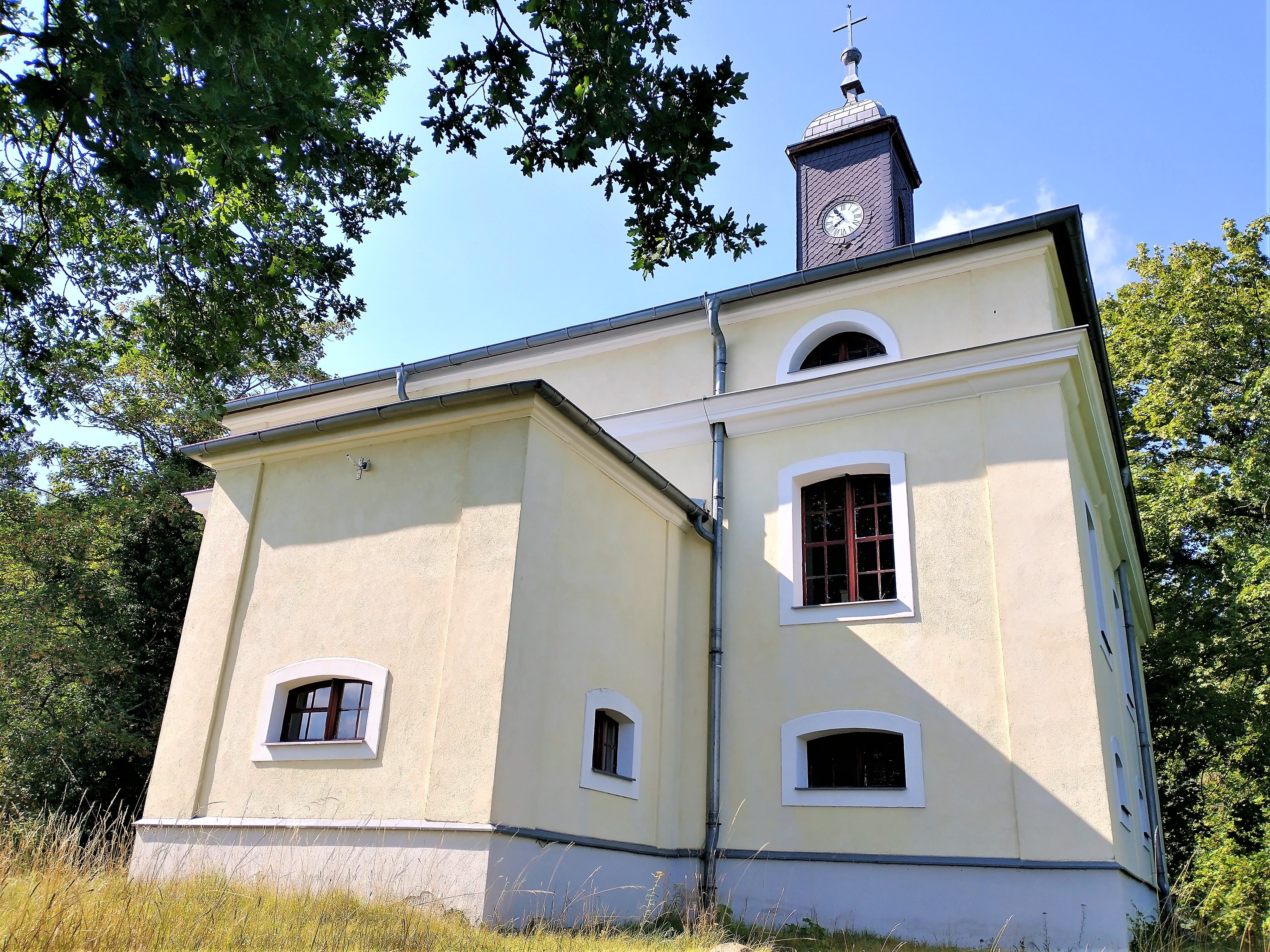
Widok od prezbiterium
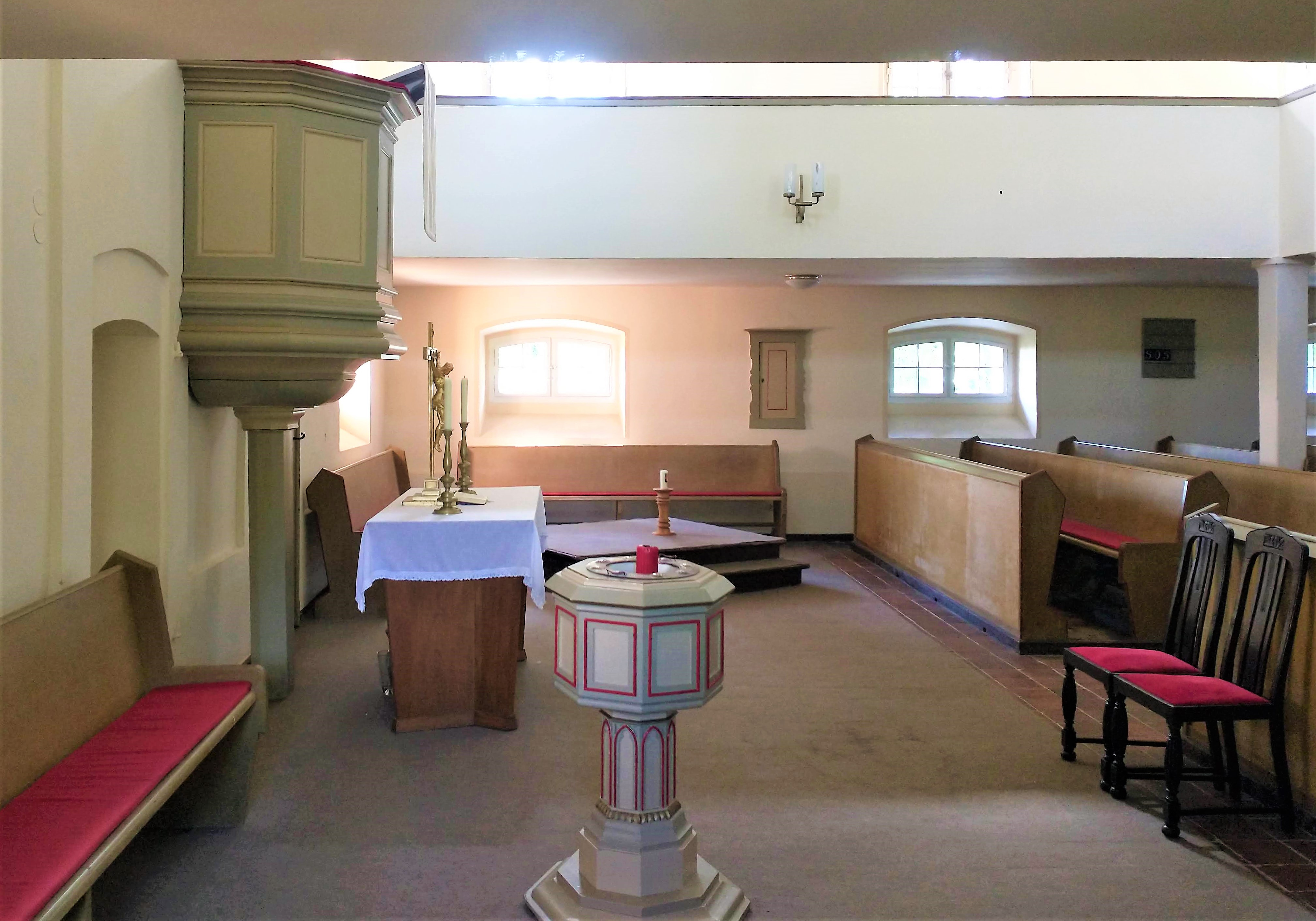
Wnętrze
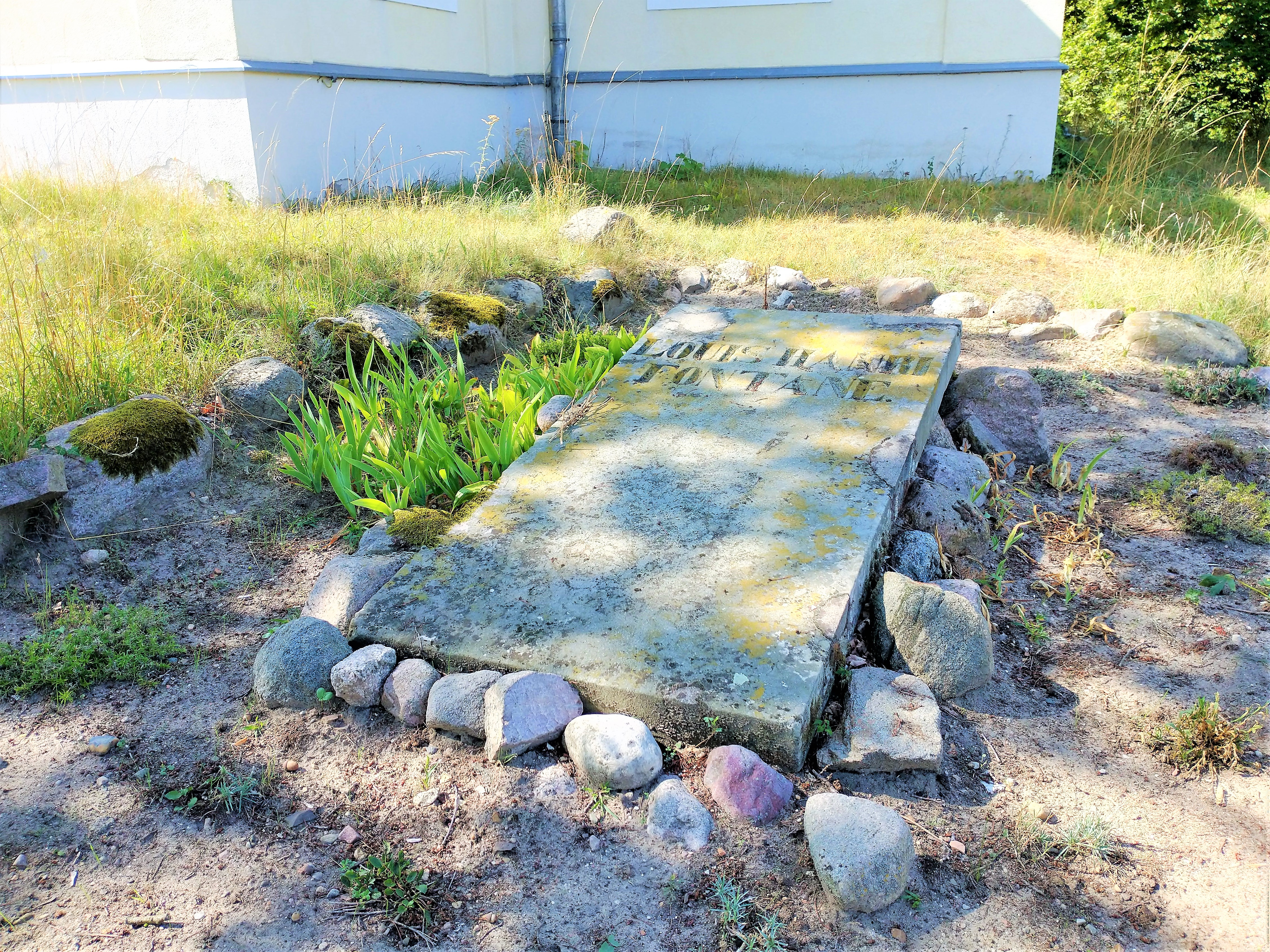
Grób Louisa Henriego Fontanego